# Daniel Plaza Montero
Daniel Plaza Montero (Barcelona, 3 de juliol de 1966) és un atleta català retirat, especialista en marxa atlètica, concretament en els 20 km. Amb la seva victòria en els Jocs Olímpics d'Estiu de 1992 es convertí en el primer campió olímpic espanyol en atletisme.

## Carrera esportiva
Va iniciar la seva activitat esportiva en marxa atlètica a la dècada del 1980, destacant en el Campionat d'Europa junior de 1985, on va aconseguir guanyar la medalla de plata. En 1986 es va proclamar per primer copa campió d'Espanya dels 20 km en categoria absoluta, després h'aver-ho aconseguit en totes les inferiors. En els Jocs del Mediterrani de 1987 realitzats a Latakia (Síria) aconseguí guanyar la medalla de bronze, un metall que es transformà en plata en els Jocs del Mediterrani de 1991 realitzats a Atenes (Grècia).
Va participar, als 22 anys, en els Jocs Olímpics d'Estiu de 1988 celebrats a Seül (Corea del Sud), on finalitzà dotzè en la prova masculina dels 20 quilòmetres marxa. En els Jocs Olímpics d'Estiu de 1992 celebrats a Barcelona (Catalunya) aconseguí guanyar la medalla d'or en aquesta mateixa prova, essent el primer esportista català i espanyol en guanyar una medalla d'or en atletisme. Posteriorment guanyà la medalla de bronze al Campionat del Món d'atletisme realitzats a Stuttgart (Alemanya) l'any 1993 i la medalla de plata al Campionat d'Europa d'atletisme realitzats a Split (Iugoslàvia) l'any 1990, també als 20 km marxa. Participà en els Jocs Olímpics d'Estiu de 1996 realitzats a Atlanta (Estats Units), on fou onzè.

## Resultats internacionals destacats
| Any  | Competició                | Lloc                   | Resultat | Prova |
| ---- | ------------------------- | ---------------------- | -------- | ----- |
| 1985 | Campionat d'Europa Júnior | Cottbus, RDA           | 2n       | 20 km |
| 1987 | Jocs del Mediterrani      | Latakia, Síria         | 3r       | 20 km |
| 1988 | Jocs Iberoamericans       | Ciutat de Mèxic, Mèxic | 3r       | 20 km |
| 1988 | Jocs Olímpics             | Seül, Corea del Sud    | 12è      | 20 km |
| 1989 | Copa del Món de marxa     | L'Hospitalet, Espanya  | 11è      | 20 km |
| 1990 | Campionat d'Europa        | Split, Iugoslàvia      | 2n       | 20 km |
| 1991 | Copa del Món de marxa     | San José, Estats Units | 26a      | 20 km |
| 1991 | Jocs del Mediterrani      | Atenes, Grècia         | 2n       | 20 km |
| 1991 | Campionat del Món         | Tòquio, Japó           | Desq.    | 20 km |
| 1992 | Jocs Olímpics             | Barcelona, Espanya     | 1a       | 20 km |
| 1993 | Copa del Món de marxa     | Monterrey, Mèxic       | 6è       | 20 km |
| 1993 | Campionat d'Europa        | Stuttgart, Alemanya    | 3r       | 20 km |
| 1996 | Copa d'Europa de marxa    | La Corunya, Espanya    | 2n       | 20 km |
| 1996 | Jocs Olímpics             | Atlanta, Estats Units  | 11è      | 20 km |

## Honors
- Medalla d'Or al Mèrit Esportiu
- Campió d'Espanya de 20 km en quatre ocasions
- Campió d'Espanya de 50 km en 1999
- Millor atleta espanyol (1993)
- Millor atleta català (1992)

## Activitat posterior
En retirar-se de la competició activa completà els seus estudis d'Educació física. Posteriorment s'establí a Torrevella (Alacant), on va esdevenir entrenador d'atletisme i triatló, professor de la Universitat Miguel Hernández i regidor d'esports de l'ajuntament de la localitat pel Partit Popular de la Comunitat Valenciana.